# 邁克·戴維斯

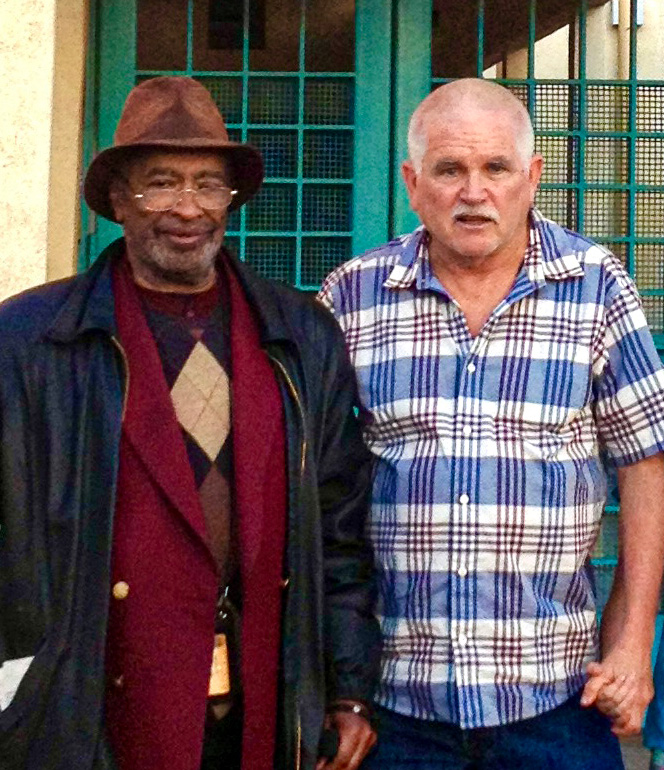
邁克·戴維斯（右）

迈克·瑞安·戴维斯（Michael Ryan Davis，1946年3月10日-2022年10月25日）是一位美国作家。他自称自己是一位国际社会主义者和“马克思主义环保主义者”。 他曾是新左翼评论的编辑，他的文章曾登上英国社会主义工人党的喉舌月刊社会主义评论以及国家、雅各宾以及新政治家 。 他于1991年獲得多伊彻纪念奖 ，1998年获得麦克阿瑟奖。他因食道癌去世，享年76岁。 